# دارچین

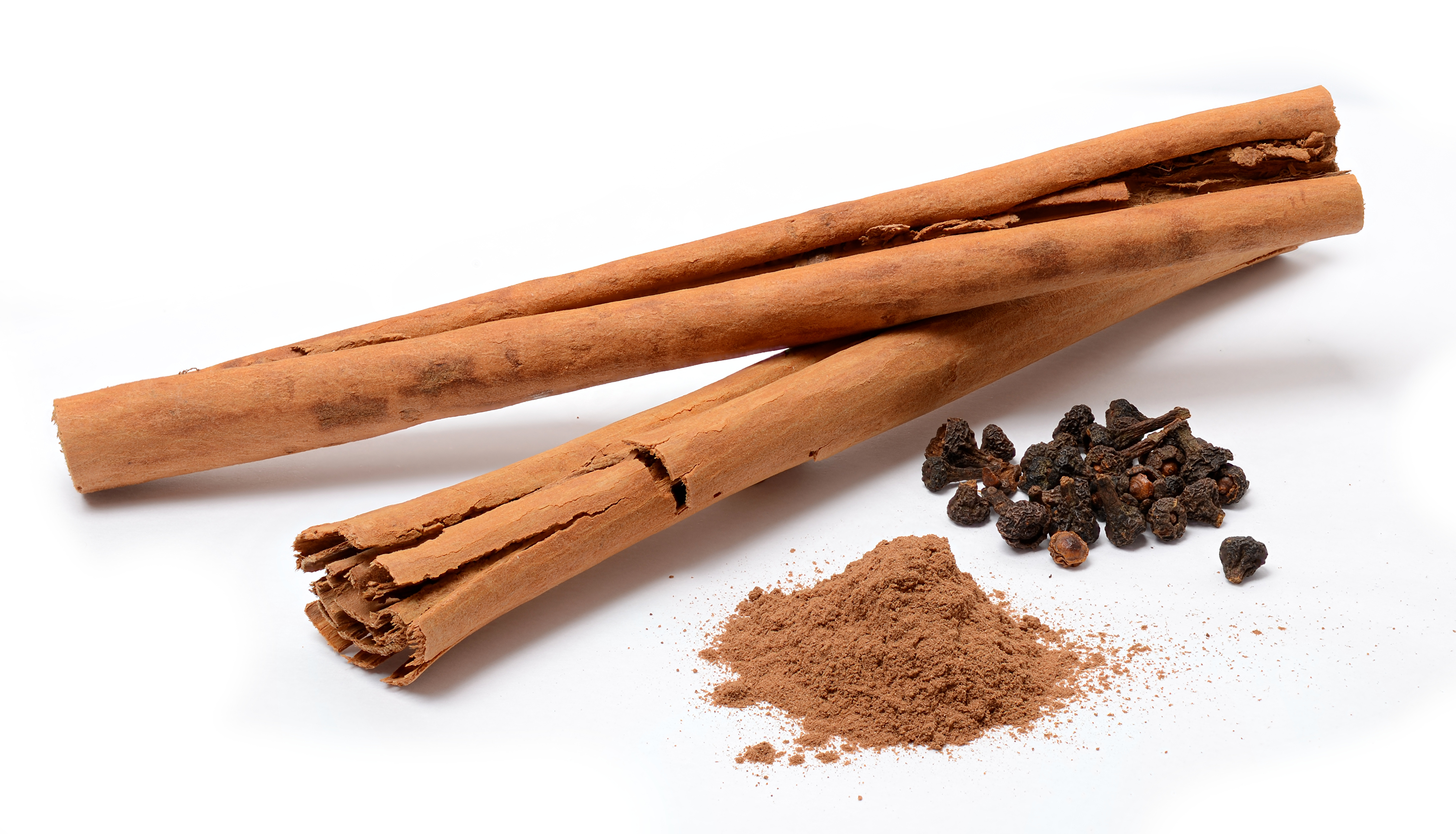
دارچین

دارچین نوعی ادویه خوشبو است که در صنعت آشپزی و درمانی مورد استفاده قرار میگیرد. دارچین از داروهای گیاهی خوشبو نیز محسوب می‌شود.
درخت دارچین که بیشتر در هندوستان و چین می‌روید، جزو رده دولپه‌ای‌های جداگلبرگ می‌باشد و همیشه‌سبز است. بومی سریلانکا است و بهترین آن دارچین سیلانی است. گل‌های منظم و سفید مایل به زرد دارد، پوست آن را هم که قهوه‌ای‌رنگ است دارچین می‌گویند.
درختچه دارچین درختی است کوچک، به ارتفاع ۵ تا ۷ متر که از تمام قسمت‌های آن بویی مطبوع استشمام می‌شود. گلهای این ادویه در فاصله ماه‌های بهمن تا اوایل فروردین ظاهر می‌شود. برگ این درخت سبز و دارای گلهایی به رنگ سفید است.
دارچین بومی سری‌لانکا و جنوب هند است و پوست درختچه آن به عنوان ادویه به‌کار می‌رود.
در قرون وسطی از دارچین برای درمان سرفه، ورم مفاصل و گلودرد استفاده می‌شد. تحقیقات جدید نیز بر خواص و فایده‌ها پزشکی دارچین تأکید دارند.

## بزرگ ترین تولید کنندگان دارچین
| کشورهای برتر تولیدکننده دارچین - سال ۲۰۲۱ | کشورهای برتر تولیدکننده دارچین - سال ۲۰۲۱ |
| کشور                                      | میزان تولید (تن)                          |
| ----------------------------------------- | ----------------------------------------- |
| چین                                       | ۹۶٬۵۵۴                                    |
| اندونزی                                   | ۵۶٬۶۶۴                                    |
| ویتنام                                    | ۴۵٬۶۸۰                                    |
| سری‌لانکا                                  | ۲۳٬۷۲۹                                    |
| در کل دنیا                                | ۲۲۶٬۷۵۳                                   |

## نامگذاری
در هند به نام «لالجین» و در اندونزی به نام چوب شیرین یا «کایو مانیس» نامیده می‌شود.
در بسیاری از زبان‌های اروپائی cinnamon را مشتق از کلمه لاتینی Cannella و مخفف آن Canna یا Cane بمعنی عصا می‌دانند. این کلمه از لغت یونانی kinnámōmon گرفته شده‌است.
واژهٔ  «دارچین» یک واژه ی مرکب به زبان فارسی، گیلکی، لری، کردی،... است که ترکیبی از دو واژهٔ «دار» به معنای درخت، و واژه «چین» به معنی لایه می باشد.

## تاریخچه
با توجه به گستردگی جغرافیایی گونه‌های مختلف دارچین سابقه پیدایش و نامگذاری آن‌ها نیز متفاوت است. سابقه مصرف و شناسایی آن به مصر باستان و به حدود دوهزار سال پیش از میلاد بر می‌گردد. اما آنچه که در تاریخ به دارچین چینی مشهور شده در حقیقت نوعی از دارچین به نام Cinnamon Aromaticum یا Cassia است که بومی چین بوده و به صورت درخت ۲۰ الی ۳۰ متری است که از پوست درخت به عنوان دارچین استفاده می‌شود.
در قسمت‌های مختلف تورات نیز به مصرف آن توسط موسی پیامبر هم به عنوان غذا و هم برای بوی خوش اشاره شده‌است. درنوشته‌های هرودوت نیز از دارچین به عنوان «چاشنی گرانبها» یاد شده‌است.
ورود دارچین به اروپا از دو طریق بندر اسکندریه در مصر و نیز از طریق بازرگانان پرتغالی در قرن ۱۵ و ۱۶ میلادی بوده‌است.

## گونه‌ها
- Cinnamomum verum یا دارچین اصل یا دارچین سیلانی که پوست داخلی آن مصرف دارد و لطیف و نرم است.
- C. aromaticum یا دارچین چینی که پوست آن نازک ولی سخت است ولی عطر و طعم آن تندتر از انواع دیگر است.
- C. burmannii یا دارچین اندونزی.
- C. loureiroi یا دارچین ویتنامی، دارچین مختص کشور ویتنام است.

## کشت و برداشت
بعد از دو سال که از کاشت درخت گذشت آن را از نزدیک زمین قطع کرده و در سال آینده شاخه‌هائی را که از کناره تنه اصلی رشد کرده بریده و پوسته آن را خارج کرده و بلافاصله خشک می‌کنند و سپس در قطعات ریز بریده و فروخته می‌شود. در مورد نوع دارچین چینی از پوست بیرونی استفاده می‌شود.

## ترکیب شیمیایی
در هر صد گرم پودر دارچین:
- آب ۱۰ گرم
- پروتئین ۴ گرم
- چربی ۱٫۲ گرم
- قند ۲٫۲ گرم
- انرژی ۲۴۷ کیلوکالری
- کلسیم ۱ گرم

## موارد مصرف
دارچین در بیشتر کشورها به عنوان ادویه، چاشنی غذا و شیرینی‌ها مصرف می‌شود. در ایران کاربرد زیادی در قنادی (مغازه)ها به صورت عصاره، اسانس و گَرد دارد. گَردِ دارچین در تزئین شُله زرد و حلیم به ویژه غذای نذری استفاده می‌شود.

## میزان مصرف
بعضی از محققان مصرف روزانه ۲ تا ۴ گرم پودر دارچین را توصیه می‌نمایند و بعضی دیگر معتقدند این مقدار باید بین ۱ تا ۶ گرم دارچین باشد، با این‌حال توجه داشته باشید مصرف بیش از اندازه دارچین می‌تواند مسموم‌کننده باشد.

## خواص دارویی
استفاده از دارچین به ویژه در طب سنتی و به منظور کمک به سیستم گوارش، سابقهٔ طولانی دارد. با همهٔ این احوال، مطالعات معاصر نتوانستند به شواهدی مبنی بر اثر دارویی یا درمانی قابل توجهی در این زمینه دست یابند. بررسی عملکردهای بالینی، کاهش گلوکز پلاسما و اثرات متناقض بر هموگلوبین گلیکوزیله را گزارش کردند این گزارش شامل ۴ مورد کاهش در گلوکز پلاسما بود در ۲ مورد از این عملکرد بالینی، هموگلوبین گلیکوزیله کمتری گزارش شد و ۱ مورد هم هیچ تغییری را نشان نداد. بررسی محدود (۴ تا ۱۶ هفته) کاکرین اشاره داشته که هیچ کارآزمایی در مورد تغییرات کیفیت زندگی، عوارض و یا میزان مرگ‌ومیر گزارش نشد. نتیجه‌گیری نویسندگان پژوهش کاکرین چنین بود که شواهد کافی برای حمایت از ایدهٔ استفاده از دارچین در زمینهٔ جلوگیری از ابتلا به دیابت نوع ۱ و ۲ وجود ندارد.
مرکز ملی پزشکی مکمل و جایگزین ایالات متحده در همین زمینه و با استناد به گزارش کاکرین اظهار داشته که بر پایهٔ مطالعات انجام شده در افراد، این مرکز حامی ایدهٔ تاثیر دارچین بر روی هیچ بیماری نیست. ضمن اینکه، تفسیر نتایج مطالعات دشوار است چرا که اغلب مشخص نیست که چه نوع دارچین و یا چه قسمتی از این گیاه مورد استفاده قرار گرفته است. با اندازه‌گیری چربی در یک فراتحلیل (متا آنالیز) از مکمل‌های حاوی دارچین، مجموع کلسترول و تری‌گلیسرید کمتری گزارش شد اما هیچ تغییر قابل توجهی در لیپوپروتئین کم‌چگالی یا (ال‌دی‌ال) و همچنین لیپوپروتئین پرچگالی یا (اچ‌دی‌ال) مشاهده نشد. در همین زمینه و در فراتحلیلی جداگانه، هیچ تغییری در وزن بدن یا مقاومت و تعارض به انسولین گزارش نشد.
اثر ضد آلزایمر دارچین: دارچین حاوی دو ترکیب است که از مغز حفاظت می‌کنند، این دو ترکیب عبارتند از سینامیک آلدهید و اپیکاتچین که مانع از تجمع پروتئین آسیب‌رسانی می‌شوند که باعث بروز آلزایمر می‌شود. پروتئین تاو (Tau) که باعث بروز زوال عقل می‌شود مشکلاتی در ارتباطات داخلی نورون‌ها ایجاد می‌کند. این پروتئین‌ها اتحاد و همکاری برخی از بافت‌های مغزی را دچار مشکل می‌کنند. دارچین به دلیل دارا بودن دو ترکیب مهم ذکر شده از بروز این مشکلات ممانعت می‌کند. در یک گزارش نیز نشان داده شده که ماده استخراج شده از عصاره دارچین خاصیت جلوگیری از بیماری آلزایمر در مدل موش را دارا می‌باشد.
خواص آرایشی: به عنوان رنگ موی طبیعی استفاده می‌شود و به موها رنگ قهوه‌ای روشن می‌دهد.
سایر: بعضی مطالعات علمی نشان دهنده اثرات ضد ویروسی دارچین است. بررسی‌های علمی نشان‌دهندهٔ کاهش تکثیر ویروس اچ‌آی‌وی در شرایط آزمایشگاهی در حضور عصارهٔ دارچین است.

## مسمومیت
بررسی‌های منسجم در زمینهٔ عوارض جانبی مصرف دارچین، بیانگر اختلالات گوارشی و واکنش‌های آلرژیک به عنوان شایع‌ترین علائم است. در سال ۲۰۰۸ میلادی، سازمان ایمنی غذایی اروپا، ایجاد مسمویت کومارین بر پایهٔ مصرف دارچین را در نظر گرفته و حداکثر مصرف روزانهٔ قابل تحمل از دارچین را ۰٫۱ میلی‌گرم به ازای هر کیلوگرم از وزن بدن را تأیید کرده‌است. کومارین، در غلظت‌های بالا، می‌تواند باعث آسیب کبد و کلیه و اثر متابولیکی در انسان به وسیلهٔ CYP2A6 چندریختی گردد. بر اساس این ارزیابی، اتحادیه اروپا میزان مصرف مجاز دارچین در غذاهای پخته‌شده را ۱۵ میلی‌گرم به ازای هر ۱ کیلوگرم اعلام نموده‌است.

## نگارخانه

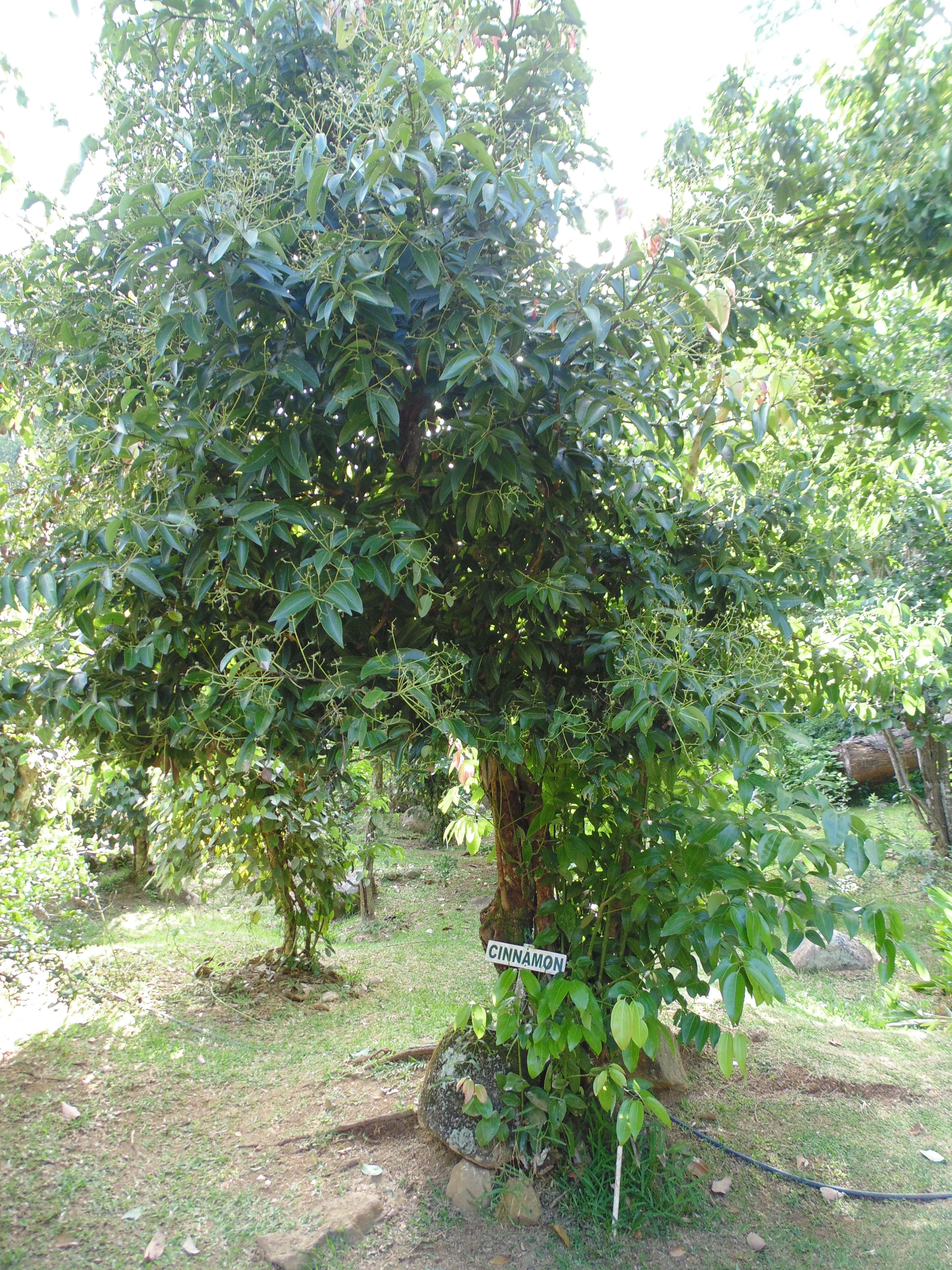
درخت دارچین
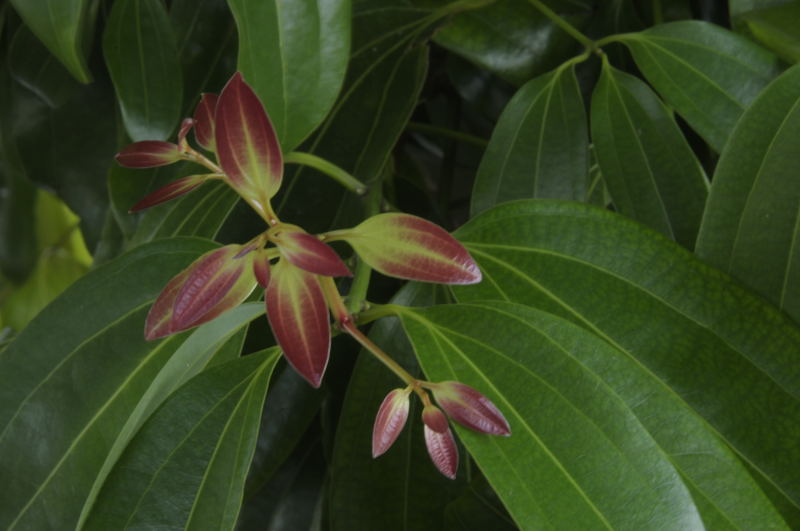
برگ‌های درخت دارچین
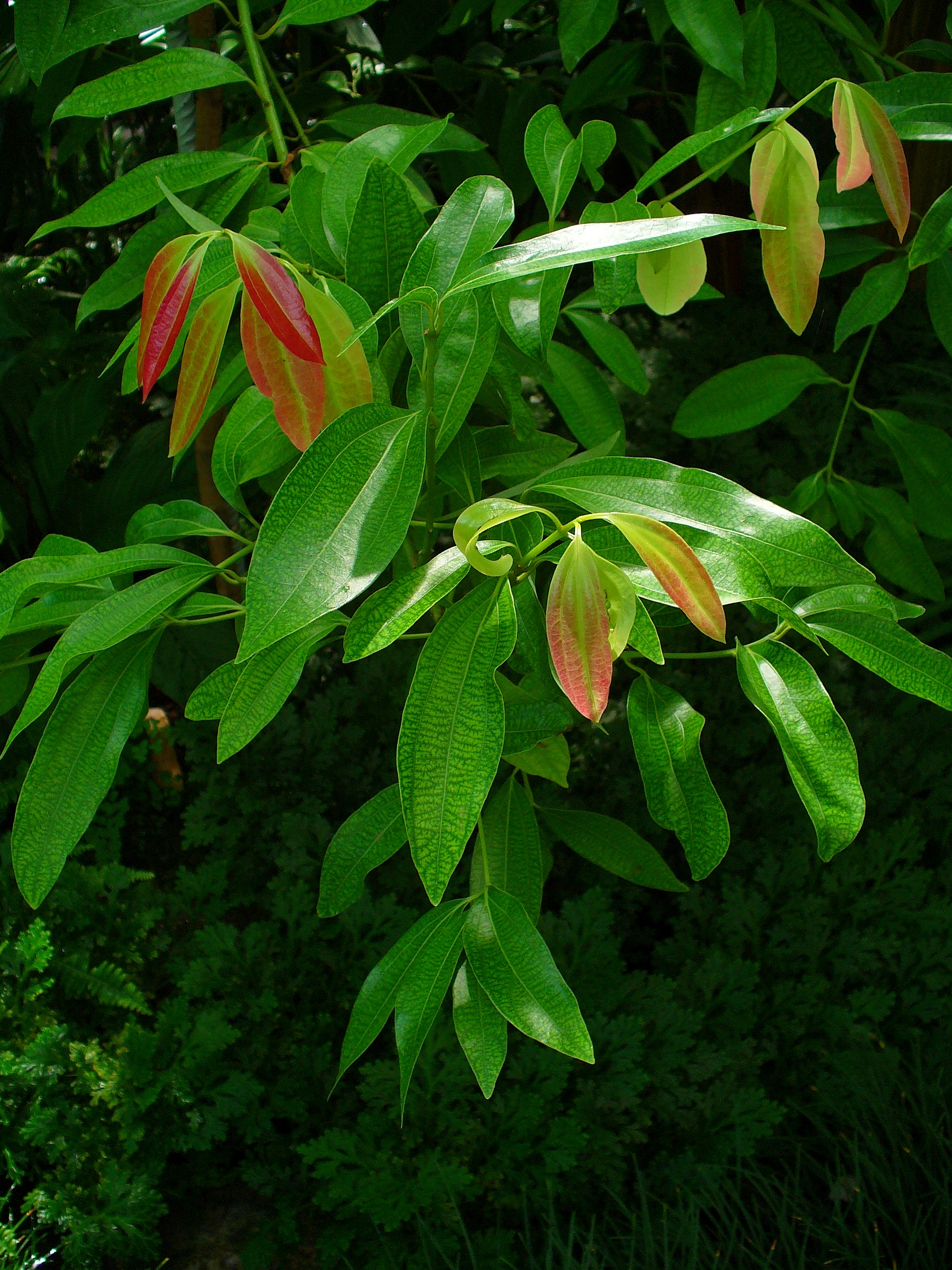
برگ‌های درخت دارچین
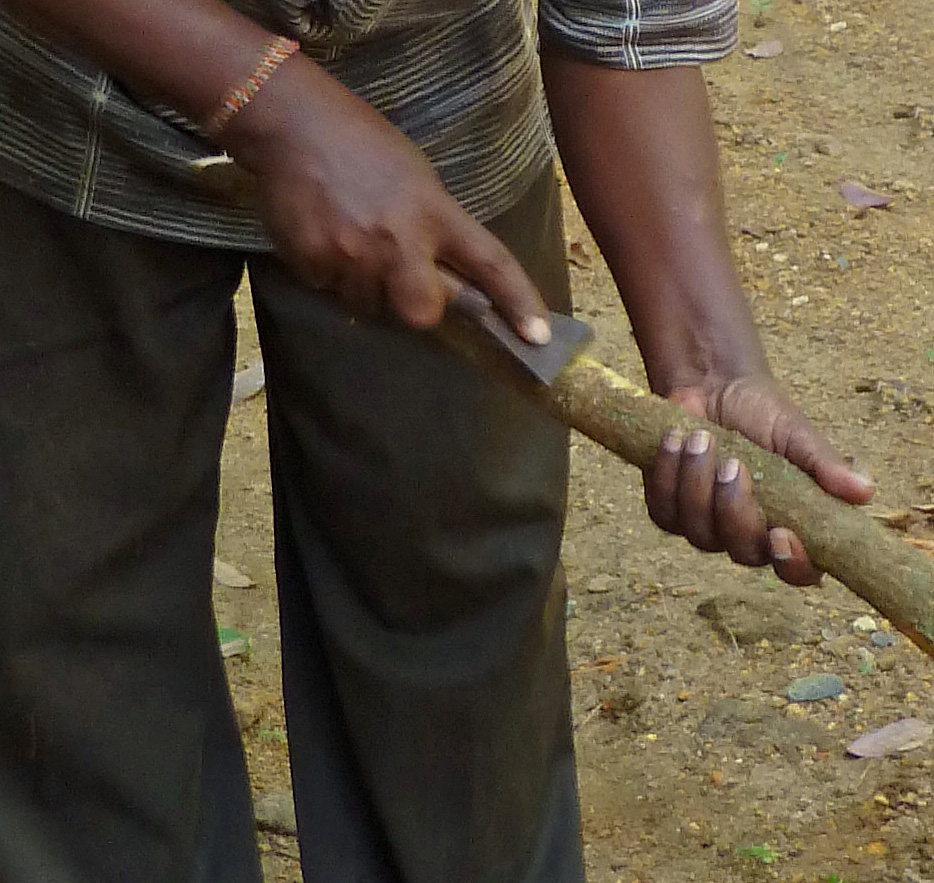
پوست‌کنی از شاخه دارچین، سری‌لانکا
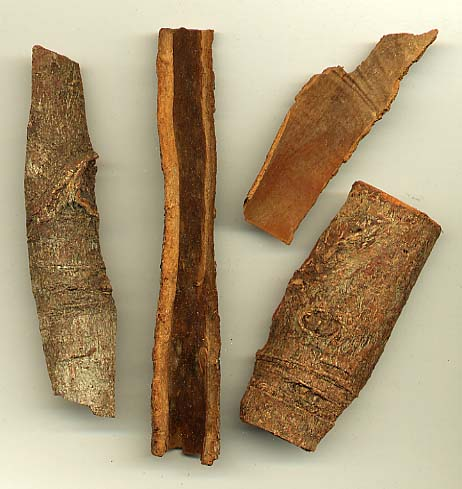
دارچین هندی
دارچین خشک شده و آسیاب شده
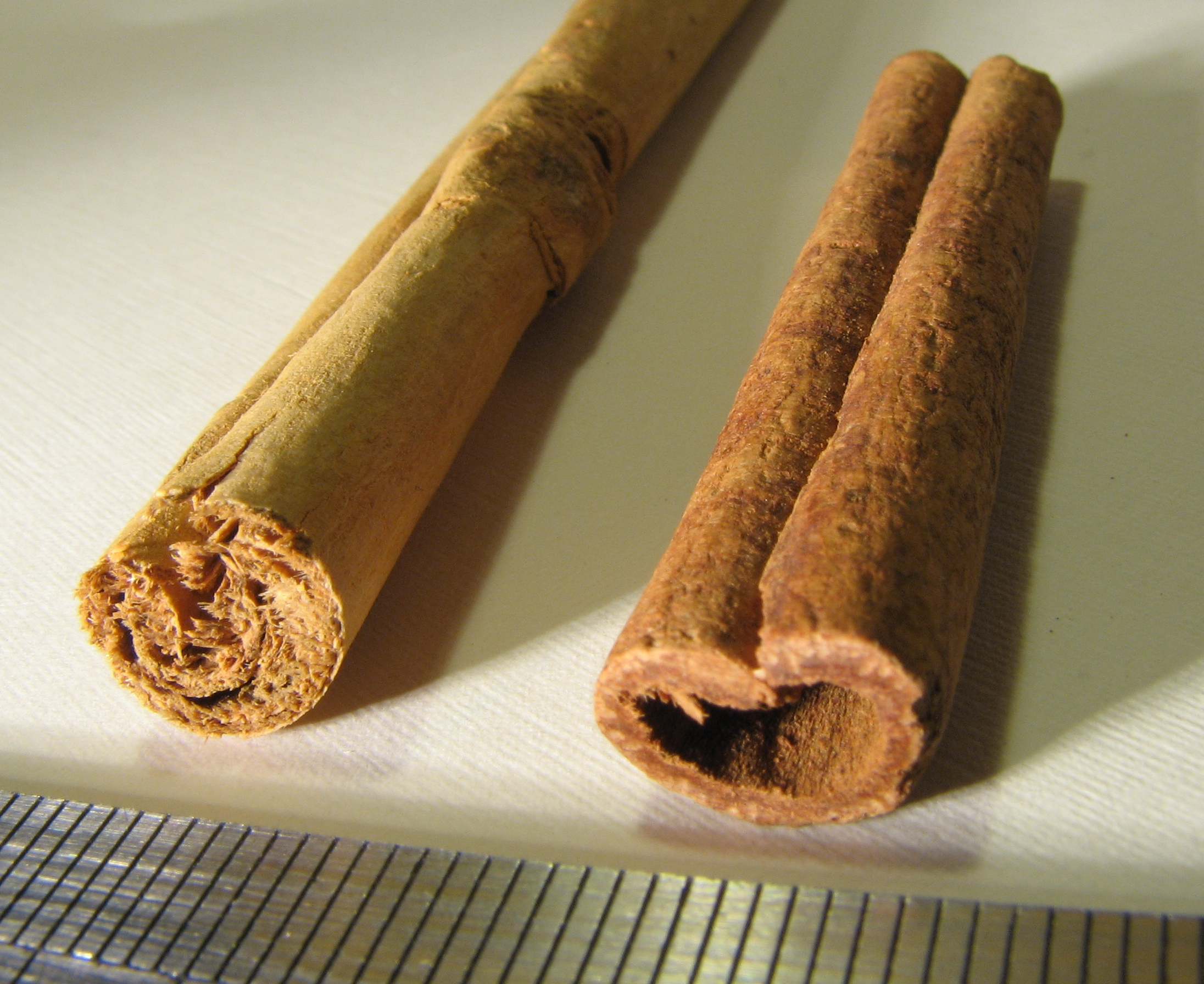
دارچین سیلانی چپ
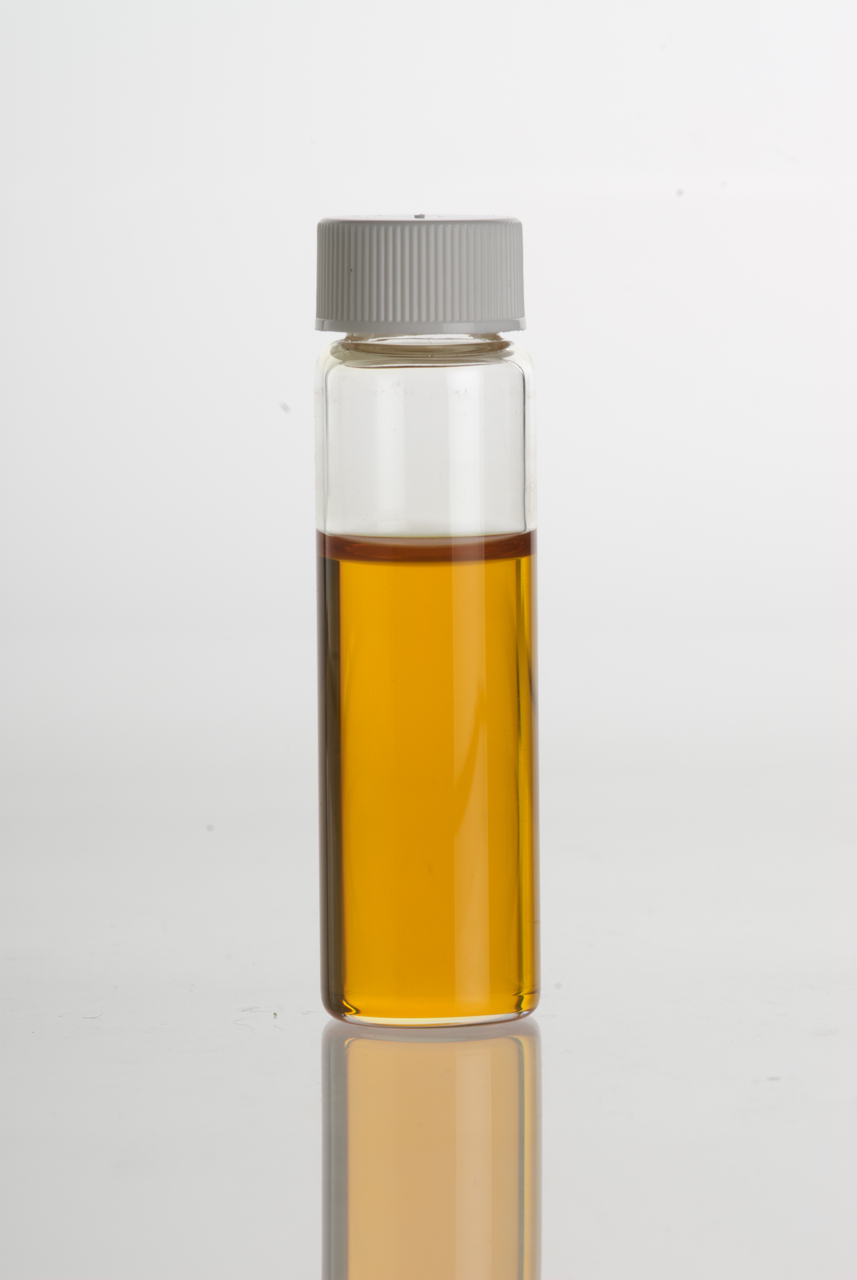
اسانس دارچین
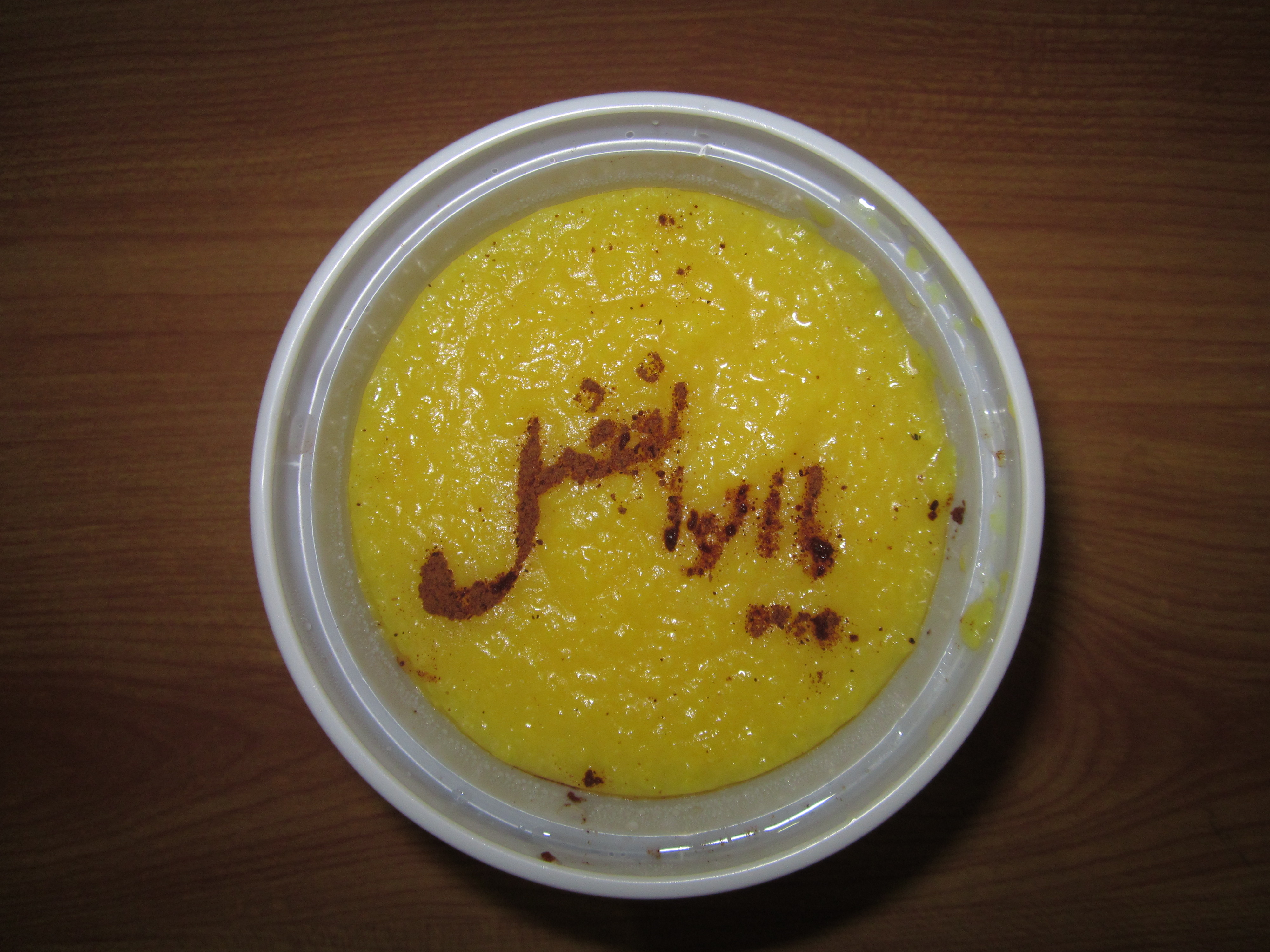
لقب عباس بن علی (ابوالفضل) که با دارچین آسیاب شده بر روی غذای سنتی ایرانی موسوم به شله‌زرد نوشته شده‌است. این نوع اسم‌نویسی را بر روی غذاهای نذری انجام می‌دهند.